# جميل أجامالييف
جميل أجامالييف Gamil Agamaliev لاعب شطرنج أذربيجاني يحمل لقب أستاذ كبير.
- ولد في 31 أغسطس 1974.
- حصل على لقب أستاذ دولي عامز 1993.
- حصل على لقب أستاذ كبير عام 2002.
- بلغ أفضل تصنيف له 2526 نقطة في أكتوبر 2003.
- يحمل حاليا الجنسية التركية، ويقيم في إزمير.
- يلعب منذ عام 2014 لصالح الاتحاد التركي للشطرنج.

## روابط خارجية
- جميل أجامالييف على موقع الاتحاد الدولي للشطرنج (الإنجليزية)
- جميل أجامالييف على موقع مباريات الشطرنج (الإنجليزية)
- جميل أجامالييف على موقع 365Chess.com (الإنجليزية)
- جميل أجامالييف على موقع Chesstempo.com (الإنجليزية)